# Hohwacht (Ostsee)
Hohwacht (Ostsee) ist eine Gemeinde im Kreis Plön in Schleswig-Holstein. Sie besteht aus den Ortschaften Haßberg, Hohwacht, Neudorf, Niedermühle und Schmiedendorf.

## Geographie
Hohwacht liegt in der Landschaft Wagrien an der Hohwachter Bucht.

## Geschichte
Der Ortsname wurde 1557 als „Hohenwacht“ erstmals erwähnt.
Um 1850 war Hohwacht ein Fischerdorf mit 129 Einwohnern und zehn Wohnungen. Es gab drei Schiffer und Fischer und eine Bauernstelle.
Seine ursprüngliche Bedeutung als Hafen hat Hohwacht Ende des 19. Jahrhunderts infolge der neu gebauten Bahnstrecke Malente-Gremsmühlen–Lütjenburg zwischen Malente und dem sechs Kilometer von Hohwacht entfernten Lütjenburg verloren. Mit der Bahn kamen auch erste Erholungssuchende aus den Städten – vor allem nach Haßberg. Hier entstand ein erstes Kurzentrum, das dann auf Betreiben des Gutes Neudorf wieder stillgelegt wurde. Trotzdem können im Ort immer noch beeindruckende Gebäude aus der damaligen Zeit gefunden werden. So zum Beispiel die in Deutschland einzigartigen historischen Badehäuschen oder das Genueser Schiff, ein Haus aus dem Jahre 1880 mit dreistöckigem Reetdach. Unmittelbar nach dem Ende des Ersten Weltkrieges wurde Hohwacht das Ziel von Künstlern um den Maler Karl Schmidt-Rottluff und seine Biografin Rosa Schapire mit Bernhard Hoetger, Curt Stoermer und Heinrich Vogeler. Schmidt-Rottluff hielt Hohwacht als Urlaubsdomizil zunächst weiter die Treue, eine Künstlerkolonie wurde Hohwacht jedoch nicht.
Gegen Ende des Zweiten Weltkrieges befand sich in der Ortsmitte ein KZ-Außenkommando. Hier fertigten zweihundert KZ-Häftlinge und dreihundert Zwangsarbeiter aus zwölf Nationen unter SS-Bewachung und Aufsicht des Herstellers Anschütz & Co. Steuerungsteile für die Rakete V2.
Die heutige Gemeinde hieß ursprünglich Neudorf und erhielt den Namen Hohwacht (Ostsee) am 1. September 1963.
1976 wurde der Personenverkehr auf der Nebenbahn von Malente-Gremsmühlen nach Lütjenburg wieder eingestellt (in Lütjenburg gab es bis zu diesem Zeitpunkt den nächstgelegenen Bahnhof); heute befinden sich die nächsten Personenbahnhöfe in Oldenburg (Holst.) und Bad Malente, was die Erreichbarkeit erschwert und dem Tourismus nicht förderlich ist. 
1986 erhielt Hohwacht den Titel Ostseeheilbad. 2012 wurde der Status in Ostseebad geändert.

## Sehenswürdigkeiten
Sehenswert sind, direkt im Ort in den Dünen, die in ihrer Ursprünglichkeit in Deutschland sonst nirgendwo mehr erhaltenen Badehütten.
Im Westen bildet die Kossau in weiten Teilen die Gemeindegrenze. Dort befindet sich ein Teil des europäischen NATURA 2000-Schutzgebietes FFH-Gebiet Kossautal und angrenzende Flächen im Gemeindegebiet.

## Politik

### Gemeindevertretung
Bei der Kommunalwahl am 14. Mai 2023 wurden insgesamt elf Sitze vergeben. Von diesen erhielt die Wählergemeinschaft Hohwacht sechs Sitze und die CDU fünf Sitze.

### Wappen
Blasonierung: „In Silber unter vier nebeneinander gestellten, mit den Stollen abwärts weisenden roten Hufeisen ein erhöhter, an den Seiten abflachender blauer Hügel, der mit einem einmastigen, segellosen silbernen Schiff in der Form einer historischen Siegelabbildung belegt ist.“

## Gut Neudorf
Gut Neudorf verschiffte früher sein Getreide von Alt-Hohwacht aus. Das Herrenhaus und mehrere Gebäude des Gutes sind heute noch erhalten und als Kulturdenkmal eingestuft. Das Gut Neudorf war seit 1469 im Besitz der Familie Rantzau und wurde 1622 an Marquard von Pentz verkauft. Sein Sohn Christian von Pentz veräußerte das Gut 1642 an den dänischen König Christian IV., der Detlef Reventlow damit belehnte. Im Jahr 1719 ging das Gut Neudorf an Friedrich Christian von Wedderkop über. Später ging es durch weitere Verkäufe 1738 an Antoinette Amalie von Braunschweig-Wolfenbüttel und 1754 an Johanna Elisabeth von Schleswig-Holstein-Gottorf über. Seit 1761 befindet sich Gut Neudorf im Besitz der Familie von Buchwaldt.

## Wirtschaft
Ursprünglich war Hohwacht durch Landwirtschaft und Fischerei geprägt, heute ist der Tourismus die Haupteinnahmequelle, der jedoch überwiegend auf die Hauptsaison beschränkt ist. In den Nebensaisonen stellt die fehlende Infrastruktur eine Herausforderung dar, da nur wenige Gaststätten geöffnet haben und es ansonsten keine Möglichkeit für Freizeitaktivitäten gibt. Wie viele andere Urlaubsorte kämpft Hohwacht zudem mit dem zunehmenden Fachkräftemangel. Eine der Ursachen dafür ist der stetige Wandel der Immobiliennutzung. Immer mehr Immobilien werden in Ferienwohnungen oder Zweitwohnsitze umgewandelt, was den verfügbaren Wohnraum für Einheimische reduziert und die Mieten in die Höhe treibt, sodass viele die Kosten nicht mehr tragen können.

## Bilder

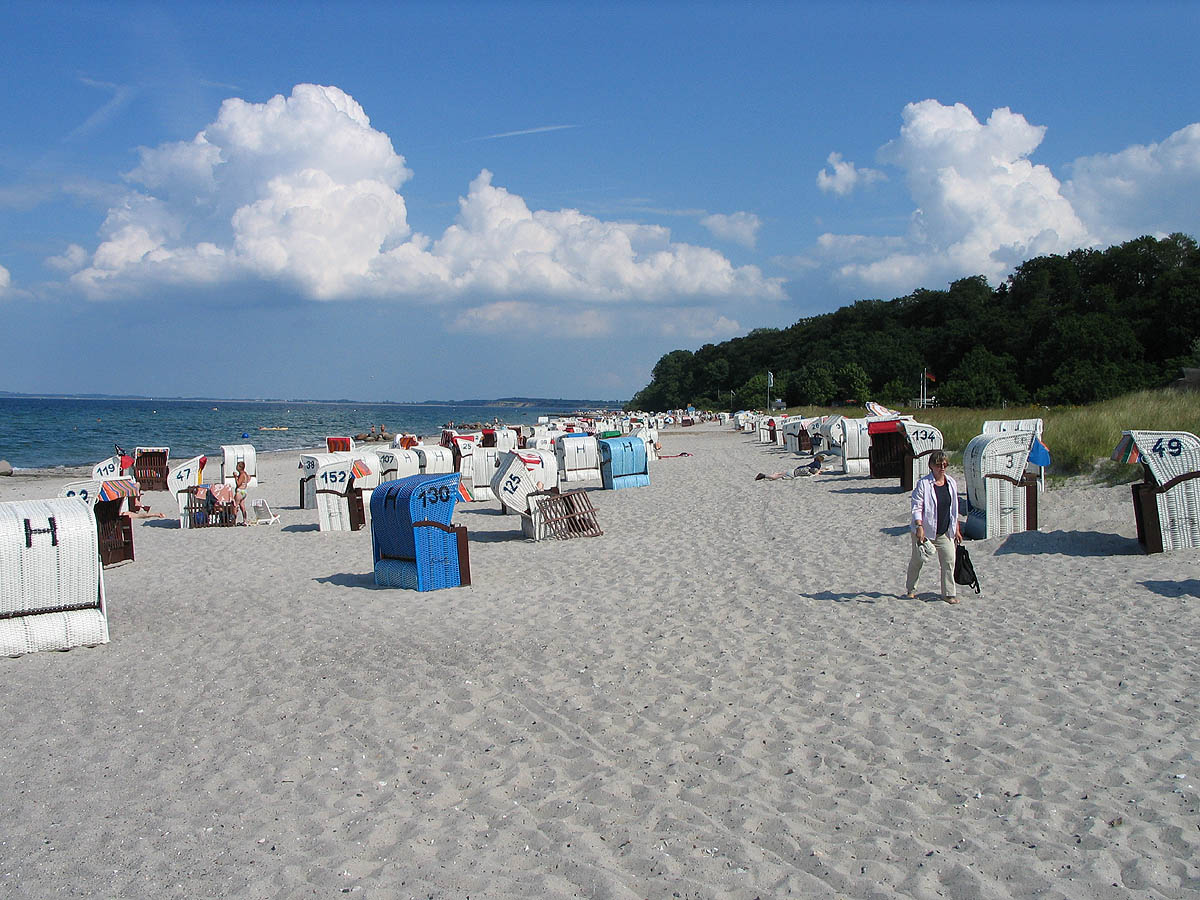
Ostseestrand in Hohwacht
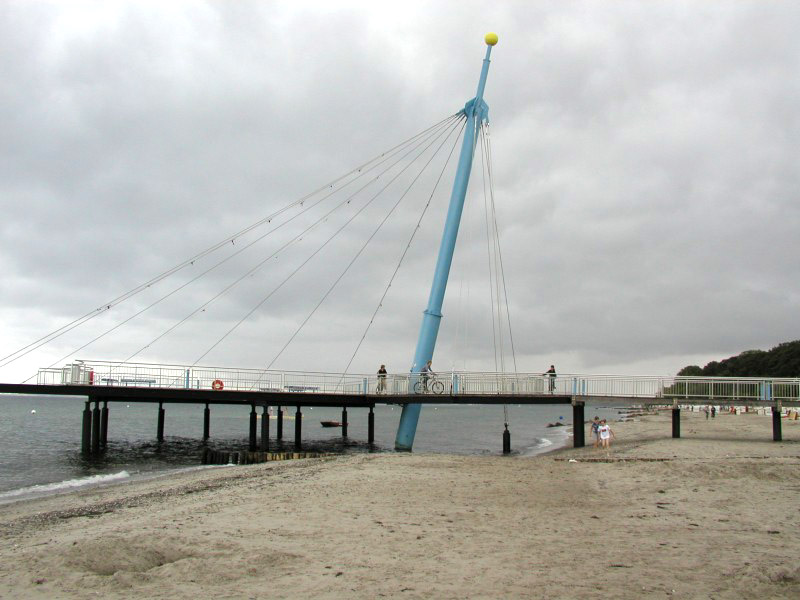
Veranstaltungsplattform „Hohwachter Flunder“
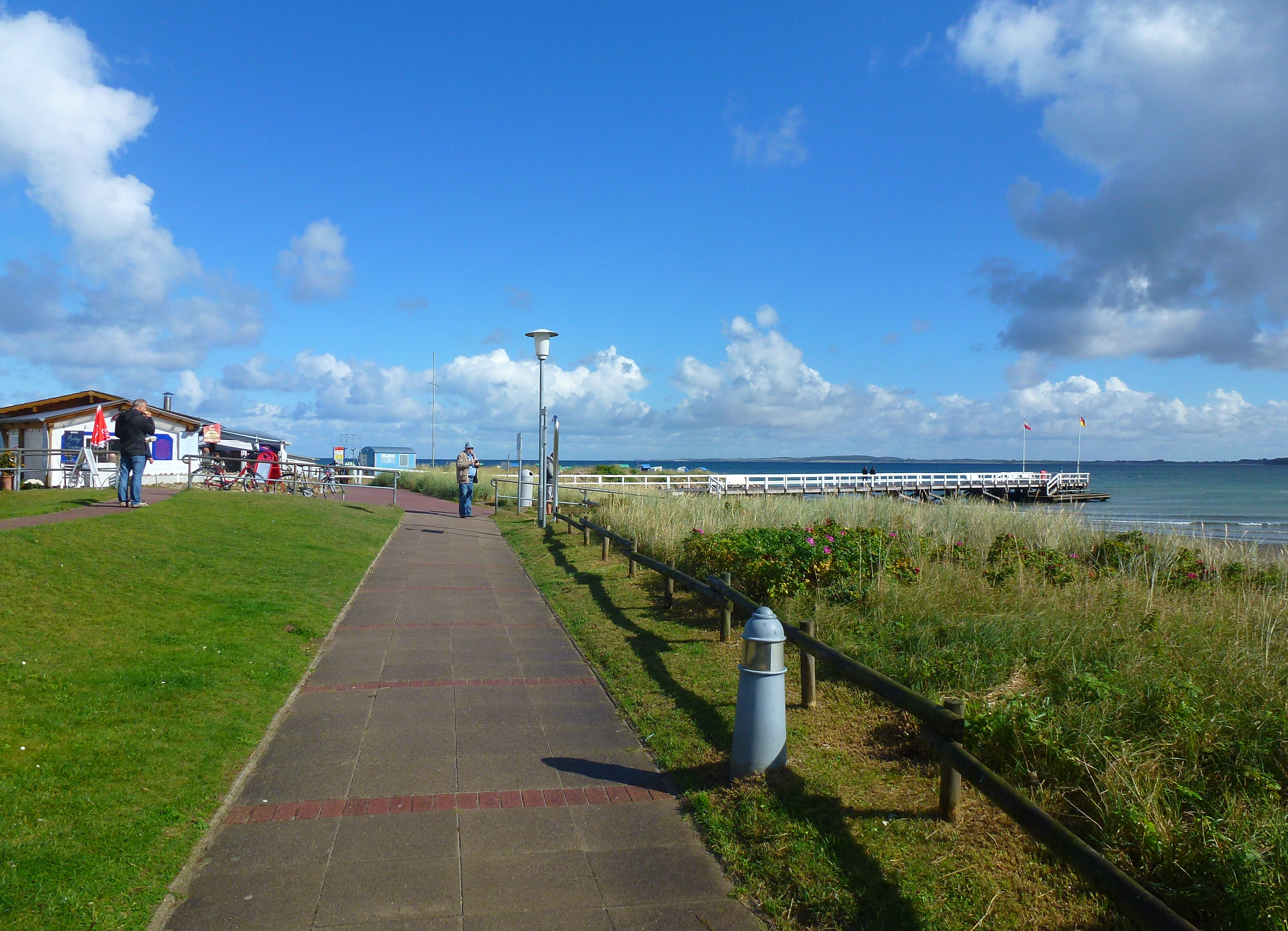
Strandpromenade und Seebrücke
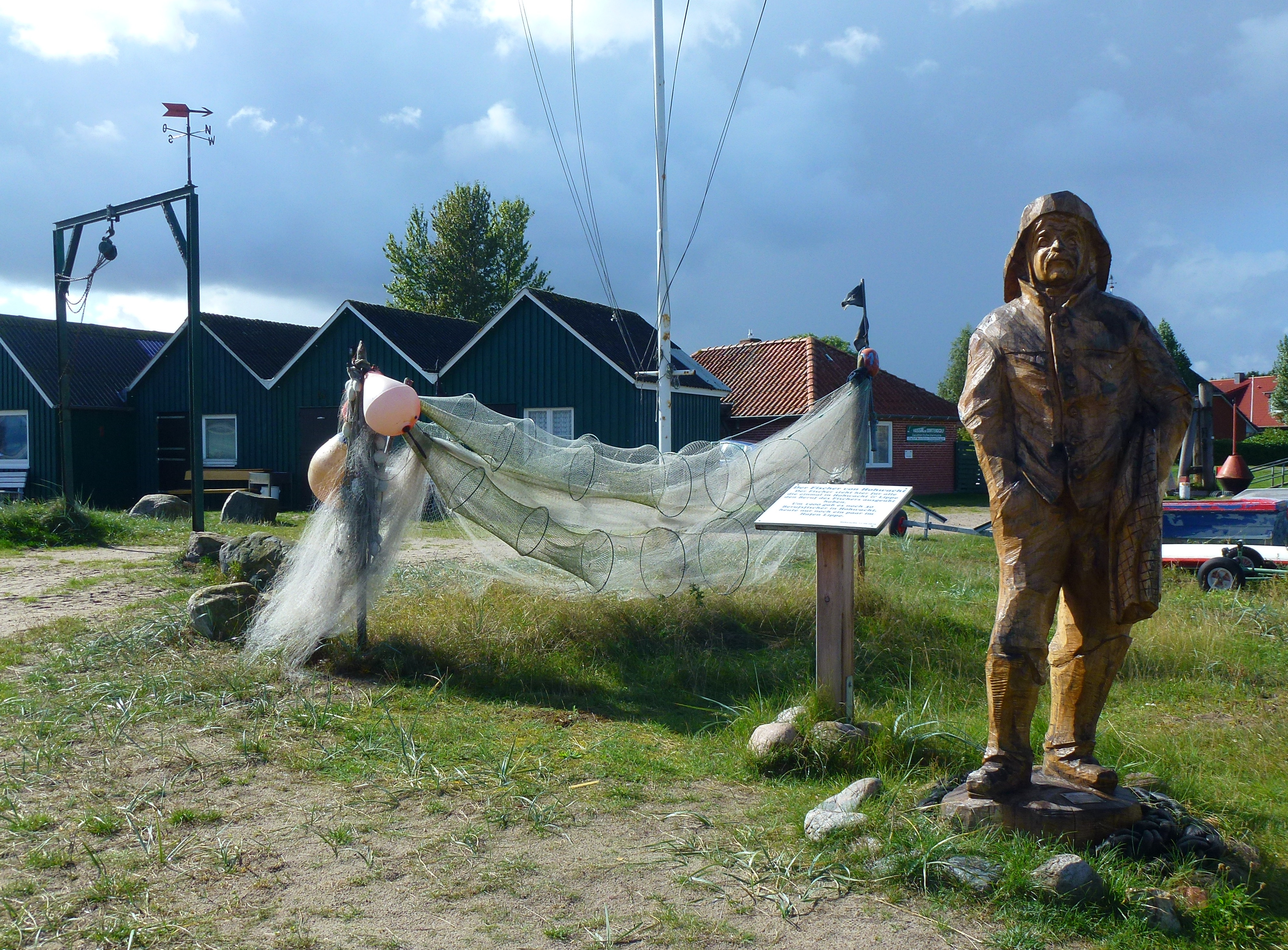
Fischereiverein Hohwacht & Lippe
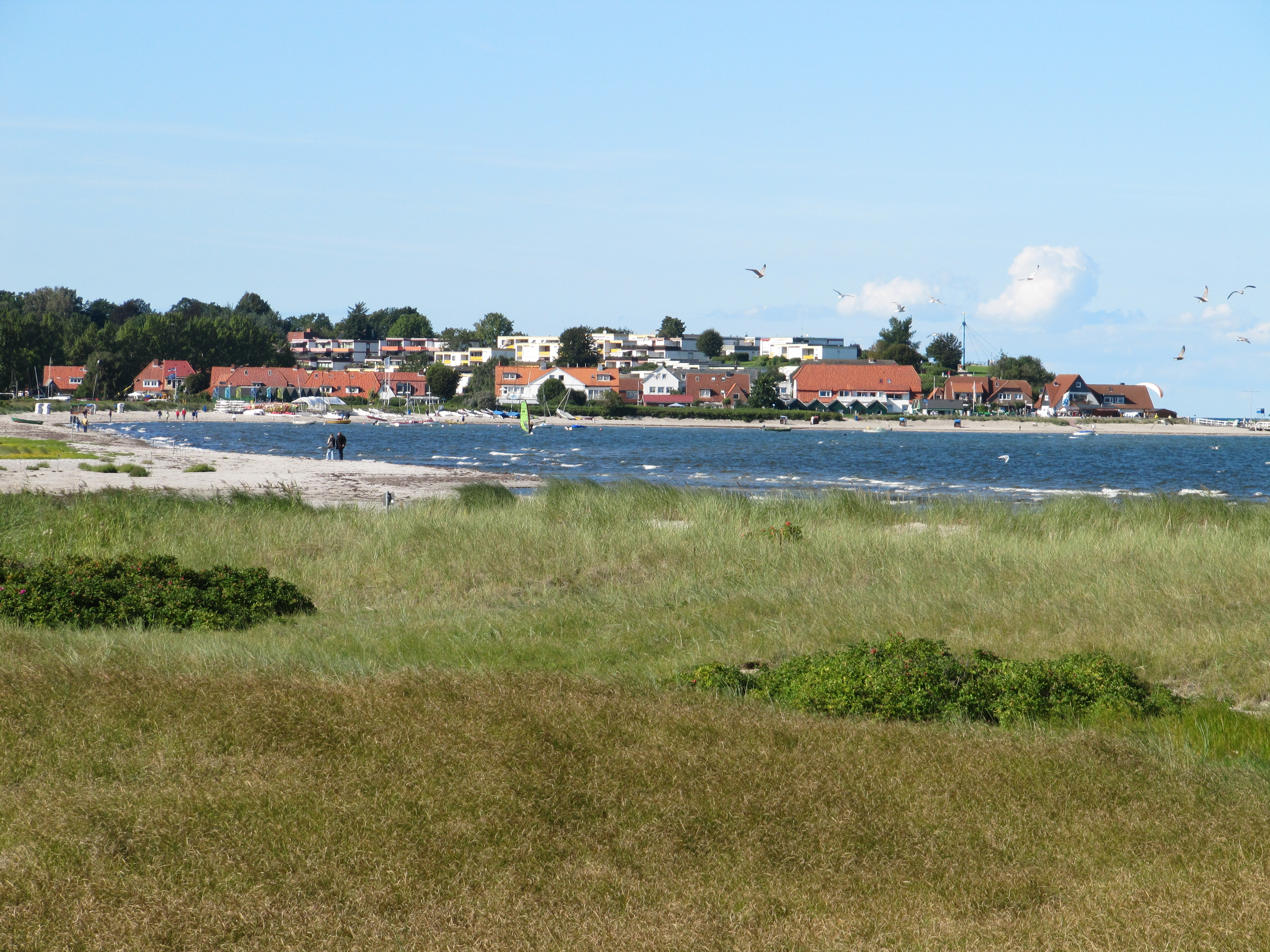
Hohwacht von Südosten